# 華潤化工
華潤化工控股有限公司，簡稱華潤化工控股或華潤化工，屬於華潤集團旗下企業，2007年成立，是由華源雷迪斯接管而設，主要業務生产及銷售聚酯切片及其他化工產品，其主要生產品牌「華蕾」。
現時董事長及首席執行官朱振达。其中上海、常州、大連等廠房最多。

## 外部連結
- 華潤化工控股有限公司 （页面存档备份，存于）